# 徐堪
徐 堪（じょ かん；1888年〈清光緒13年11月18日〉1月1日 - 1969年〈民国58年〉7月29日）は、旧名は代堪、字は可亭。清末・中華民国の政治家。国民政府で財政・金融の要職を歴任した人物で、国共内戦期に財政部長となった。

## 事跡

### 民初の活動
1906年（光緒32年）春、成都通省師範学堂に入学する。翌年、中国同盟会四川支部において同会に加入した。同年9月、反清蜂起計画に参加したが、事前に漏れたため、陝西省に逃亡している。その後も同盟会の指示を受け、国内各地で革命活動に従事した後、四川省に戻った。1910年（宣統2年）初めに四川高等警官学堂に入学している。
1911年（宣統3年）夏、四川鉄道保護運動（保路運動）が勃発すると、徐堪もこれに参加した。同年11月、重慶で蜀軍政府が成立すると、徐はこれに加わり、蜀軍第4標標統に任ぜられている。中華民国成立後の1913年（民国2年）8月、第二革命（二次革命）が勃発すると、革命派の熊克武・楊庶堪らと共に反袁世凱の蜂起を行ったが、敗北して上海に逃げ込んだ。このときに、名を「代堪」から「堪」に改めた。護国戦争に際しても、反袁活動に従事している。
1918年（民国7年）、徐堪は四川省に戻り、川滇靖国軍第1路司令部軍需処長県江北県県長に任ぜられる。翌年、四川で補欠選出の国会議員となった。1921年（民国10年）4月、広州非常国会で、孫文（孫中山）の非常大総統選出に加わっている。1922年（民国11年）以降は北京で中国国民党のための活動に従事した。1924年（民国13年）の北京政変（首都革命）後に、一時、農工部商品陳列所所長に就任している。

### 財政部門での台頭
孫文死後、徐堪は西山会議派の一員として活動する。1927年（民国16年）の上海クーデター（四・一二政変）の後、蔣介石から上海交易所監理官、金融管理局副局長に任ぜられた。
翌年3月、金融管理局は銭幣司に改組されて徐はそのまま副司長に留まり、12月、徐は司長に昇進している。1933年（民国22年）、公債司司長を兼ね、1935年（民国24年）5月、財政部政務次長兼銭幣司司長に昇格した。1939年（民国28年）、四聯総処秘書長も兼ねた。
これらの地位にあった間、徐堪は中央銀行の地位向上や幣制改革、公債発行などにも尽力することで、蔣介石や宋子文、孔祥熙の信任を得た。財政面での功績を評価された徐は、1935年11月、国民党第5期中央執行委員兼中央政治会議財政専門委員会主任委員に選出される。1941年（民国30年）5月、全国糧食管理局を発展・改組した糧食部において徐は部長に任ぜられ、戦時中の糧食政策を主導した。

### 内戦期の活動、晩年
1948年（民国37年）、財政部長王雲五が推進した金円券政策が失敗すると、危機を回避しようと徐堪は蔣介石に銀円券政策を進言する。これにより、同年11月、徐は王の後任として財政部長兼中央銀行総裁に任ぜられた。翌1949年（民国38年）3月、いったん劉攻芸に部長を譲ったが、6月に復帰する。同年7月より、広州で銀円券の発行を開始したが、すでに国共内戦における国民党敗退の趨勢は定まっており、銀円券もあっという間に暴落した。この失敗も原因となり、10月に徐は辞任、関吉玉にポストを譲った。
同年末、徐堪は香港に逃亡し、さらにアメリカに移った。1959年（民国48年）、台湾に移り、国民党中央評議委員、国民大会憲政研討会常務委員などをつとめている。
1969年（民国58年）7月29日、台湾にて病没。享年82（満81歳）。